# Moderus Beta (zmodernizowany tramwaj)
Moderus Beta – tramwaje powstałe w wyniku modernizacji niemieckich wagonów Düwag N8C i M8C, wyprodukowane przez firmę Modertrans Poznań. W latach 2009–2015 zmodernizowano łącznie 65 takich tramwajów i kursują one w Gdańsku i Elblągu.
Było to pierwsze użycie nazwy Moderus Beta dla określenia modelu tramwaju Modertransu. Nazwa została później ponownie użyta, tym razem dla modelu tramwaju zbudowanego całkowicie od podstaw i częściowo opartego na rozwiązaniach poprzedniego modelu.

## Konstrukcja

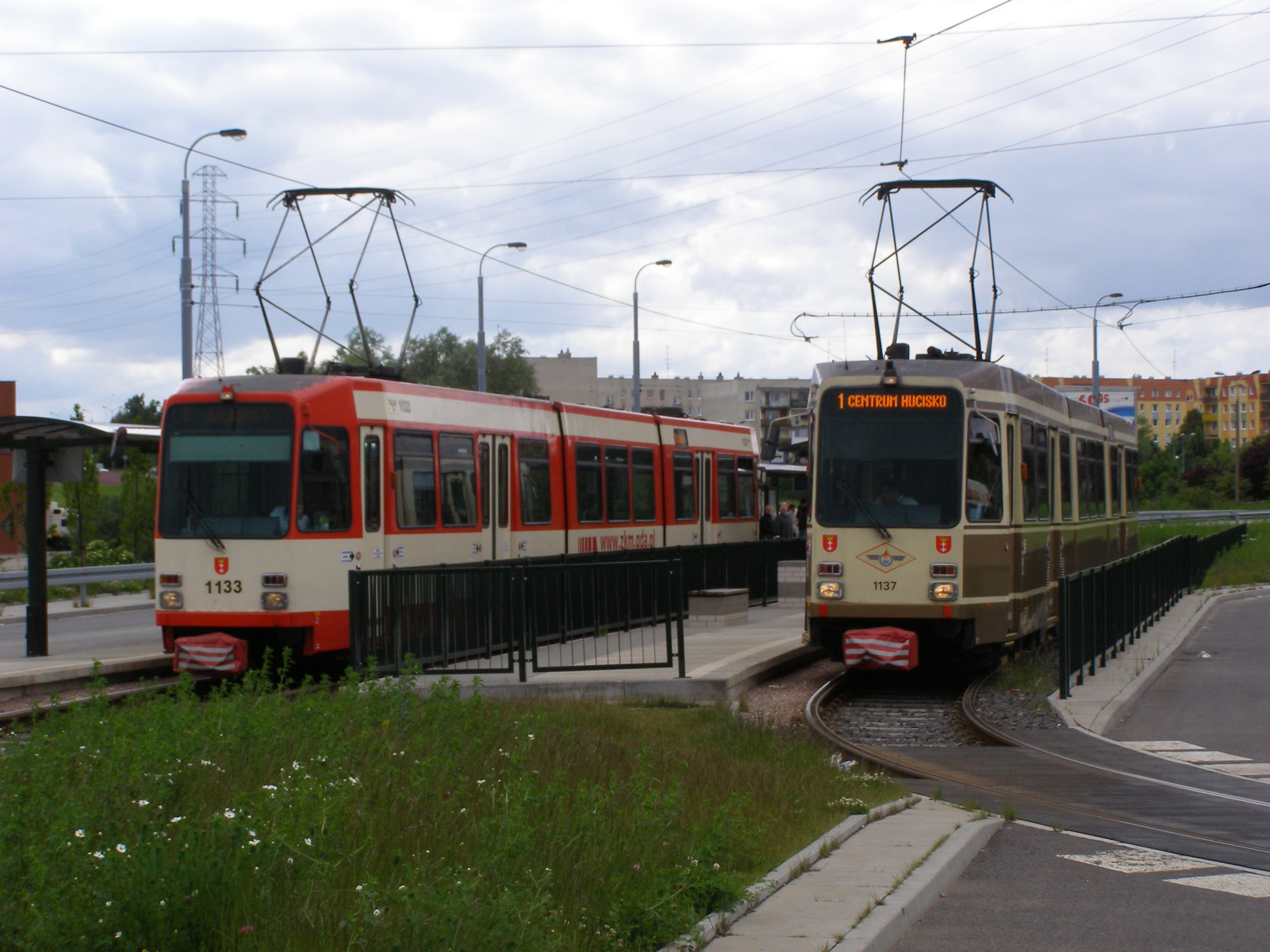
N8C w ZTM Gdańsk, przed modernizacją

Pojazd zbudowano na bazie trójczłonowego, dwukierunkowego tramwaju Düwag N8C, produkowanego w latach 1978-1986. Łącznie zbudowano wówczas 76 sztuk takich tramwajów, 54 dla Dortmundu oraz 22 dla Kassel.
Przebudowa tramwaju polegała na wstawieniu nowego środkowego, niskopodłogowego członu (całkowicie własnego projektu), który montowany był pomiędzy istniejące człony. Człon wyposażony jest w drzwi odkładane na zewnątrz, dzięki czemu tramwaj posiada szerokie, pozbawione środkowego słupka wejścia, co zapewnia szybką wymianę pasażerów. Człon ten był wyprodukowany w Biskupicach. Oba czoła tramwaju wymienione zostały na nowe, o nowoczesnym wyglądzie, z przednimi, giętymi, panoramicznymi szybami. Nowa kabina motorniczego posiada klatkę bezpieczeństwa, która zabezpiecza motorniczego w przypadku kolizji.
Moderus Beta MF 01 (N8C) jest tramwajem osadzonym na czterech dwuosiowych wózkach. Wózki w pierwszym i trzecim członie są napędowe, a wózki znajdujące się pod przegubem są toczne. Moderus Beta posiada dwa silniki napędowe o mocy 150 kW każdy.
Sterowanie jazdą odbywa się za pomocą joysticka z wbudowanym czuwakiem. Tramwaje wyposażone są w rozkładany stopień oraz w przyciski do otwierania drzwi przez pasażerów.
Tramwaj może zabrać łącznie 226 osób.
Tramwaje dla Gdańska podczas pierwszej modernizacji wyposażone zostały w: kasowniki tradycyjne; elektroniczne wyświetlacze; nowe, plastikowe siedzenia; monitoring; klimatyzację w kabinie motorniczego. Tramwaje dla Gdańska z drugiej serii zostały dodatkowo wyposażone w klimatyzację przestrzeni pasażerskiej. Jeden z tramwajów z drugiej serii dla Gdańska został pomalowany w kremowe-niebieskie barwy nawiązujące do malowania gdańskich tramwajów z okresu międzywojennego.
W 2018 roku w Gdańsku rozpoczął się drugi etap modernizacji tramwajów N8C obejmujący m.in. wymianę silników, oświetlenia, ogrzewania i piasecznic oraz montaż ABS.

## Eksploatacja
| Państwo        | Miasto         | Przewoźnik                   | Typ               | Lata dostaw    | Liczba |                             |
| -------------- | -------------- | ---------------------------- | ----------------- | -------------- | ------ | --------------------------- |
| Polska         | Gdańsk         | Gdańskie Autobusy i Tramwaje | N8C – MF 01       | 2009–2012      | 46     | [ 10 ] [ 11 ] [ 12 ]        |
| Polska         | Gdańsk         | Gdańskie Autobusy i Tramwaje | N8C – MF 18       | 2015           | 16     | [ 13 ] [ 14 ] [ 15 ] [ 12 ] |
| Polska         | Elbląg         | Tramwaje Elbląskie           | M8C – MF 13       | 2013           | 2      | [ 16 ]                      |
| Polska         | Elbląg         | Tramwaje Elbląskie           | M8C – MF 14 AC BD | 2015           | 1      | [ 17 ] [ 14 ]               |
| Łączna liczba: | Łączna liczba: | Łączna liczba:               | Łączna liczba:    | Łączna liczba: | 65     |                             |

### Gdańsk

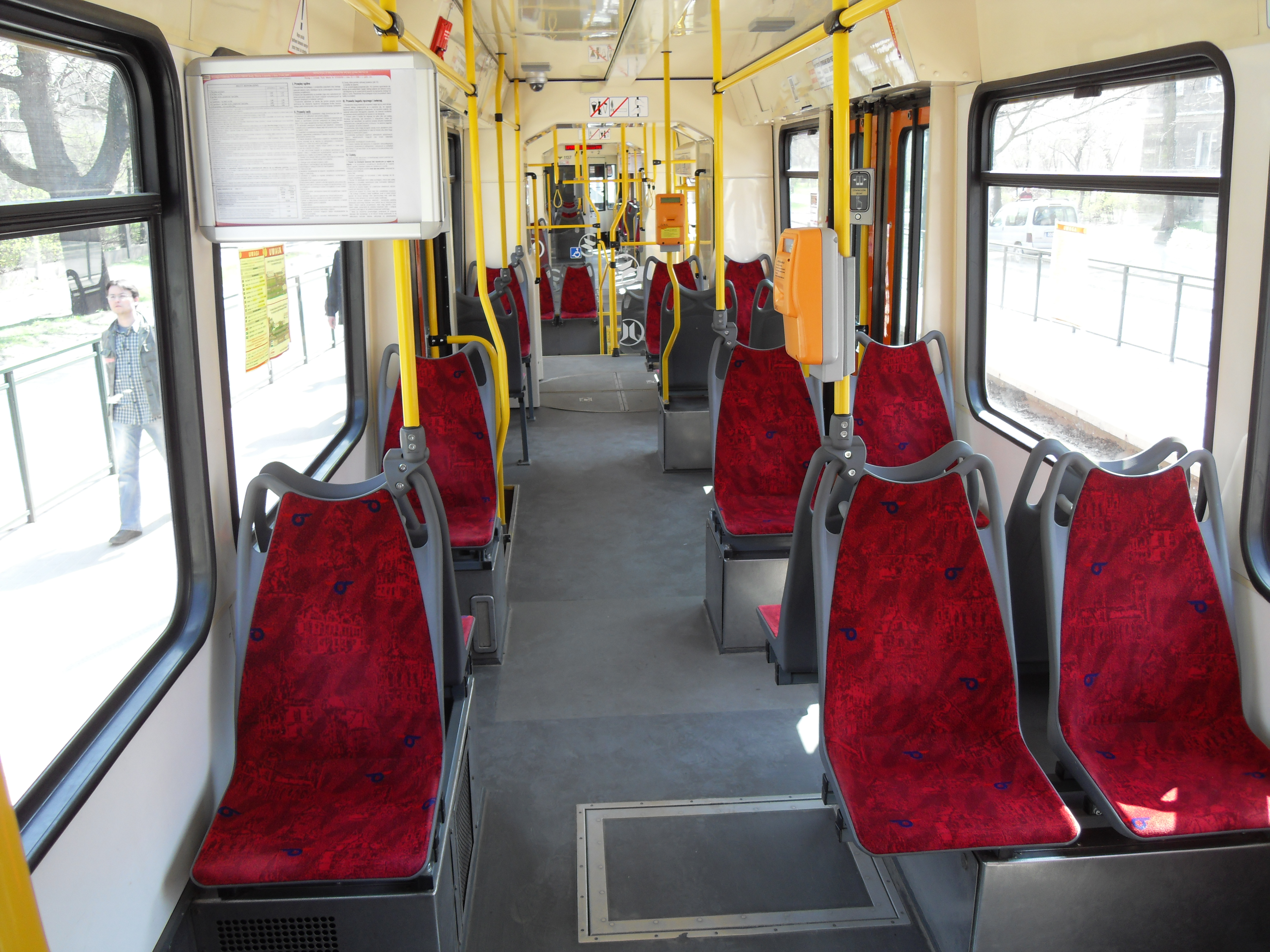
Wnętrze

W 2007 roku ówczesny ZKM Gdańsk (od 2017 roku Gdańskie Autobusy i Tramwaje) kupił 46 tramwajów Düwag N8C, wycofanych z eksploatacji w Dortmundzie. Początkowo były kupowane do obsługi planowanej linii na Chełm, na którą nie mogły wjechać tramwaje Konstal 105Na, które dominowały we flocie przewoźnika. Pierwszy niezmodernizowany tramwaj został przywieziony do Gdańska w lutym 2007. Na tymczasową linię 98 (Jelitkowo-Zaspa) wyjechały 28 kwietnia 2007. 

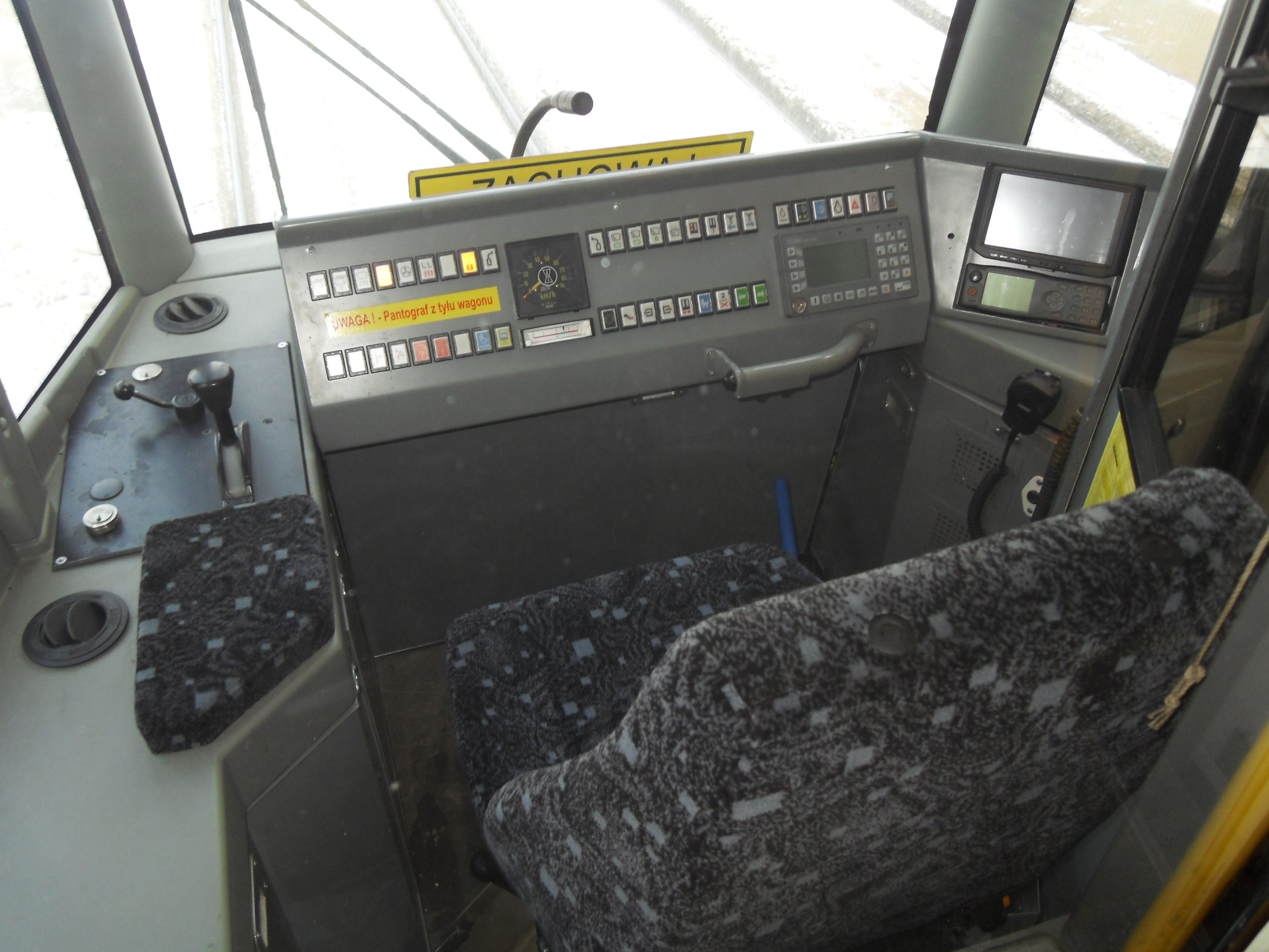
Stanowisko motorniczego

W 2008 roku rozstrzygnięto przetarg, w wyniku którego wszystkie wagony zostały skierowane na modernizacje do zakładów Modertrans Poznań. Początkowo Modertrans miał problemy z modernizacją wagonów, co powodowało znaczne opóźnienia w realizacji umowy. Pierwszy zmodernizowany N8C został dostarczony 24 kwietnia 2009. Wagon ten przyjechał niesprawny i do zajezdni Wrzeszcz musiał zostać odholowany. Fakt ten był krytykowany przez miejscową prasę. Ostatni przyjechał 13 kwietnia 2012, prawie półtora roku po terminie. Opóźnienia powodowały, że do Gdańska zaczęły nieplanowo przyjeżdżać składy niezmodernizowane. Tramwaje zostały początkowo przypisane do zajezdni Wrzeszcz, gdzie zastępowały wagony Konstal 105Na, które były przenoszone do Nowego Portu lub złomowane. Od maja 2011 na skutek dostaw wagonów Pesa Swing Moderus Beta MF 01 zostały przydzielane również do zajezdni Nowy Port, gdzie wypierały wagony Konstal 105Na. Istotną zaletą tych wagonów jest dwukierunkowość, która jest wykorzystywana podczas remontów torowiska. Tramwaje te mogą być prowadzone w jeździe ukrotnionej, lecz ze względu na zbyt krótkie przystanki nie jest to wykorzystywane.
W maju 2014 ZKM kupił 14 kolejnych N8C, tym razem z Kassel. W przetargu na ich modernizację jedyną ofertę złożył Modertrans, jednakże została ona odrzucona ze względu na przekroczenie budżetu. W kolejnym przetargu wybrano ofertę Modertransu i w listopadzie podpisano umowę na modernizację 16 N8C (w międzyczasie ZKM dokupił 2 tramwaje z Kassel). W nocy z 1 na 2 marca 2015 dostarczono do Gdańska pierwszy tramwaj z drugiej partii. Na początku maja 2 pierwsze tramwaje z drugiej partii wyjechały na trasy. Dostawy zmodernizowanych tramwajów zakończono w połowie sierpnia.
W połowie lipca 2016 dwa tramwaje zostały zalane podczas powodzi w Gdańsku.
W sierpniu 2017 GAiT ogłosiły przetarg na remont: 2 pojazdów z Dortmundu, które ucierpiały w powodzi, 8 pojazdów z Kassel wymagających wymiany napędów i 1 pojazdu z Kassel, który ucierpiał podczas wypadku. Jedynym oferentem napraw 3 zepsutych tramwajów był Modertrans, a wymiany napędów spółka 4iB, jednak przetarg został unieważniony – Modertrans przekroczył kosztorys, a 4iB nie wpłaciło wadium. Ostatecznie na przełomie maja i czerwca 2018 GAiT podpisały z Modertransem umowę na naprawę 2 zalanych tramwajów, a 15 czerwca z 4iB na wykonanie modernizacji układów napędowych i sterowania w 13 tramwajach typu N8C-MF18 i 8 tramwajach typu N8C-MF01. W połowie września 2018 dwa tramwaje były już gotowe.
Na przełomie lipca i sierpnia 2017 jeden z tramwajów na zlecenie Muzeum Narodowego w Gdańsku otrzymał złotą okleinę, będącą częścią kampanii zewnętrznej poświęconej obrazowi Sąd Ostateczny Hansa Memlinga.
13 grudnia 2021 podczas pożaru w zajezdni Nowy Port 2 tramwaje N8C uległy spaleniu i 1 nadpaleniu.

### Elbląg

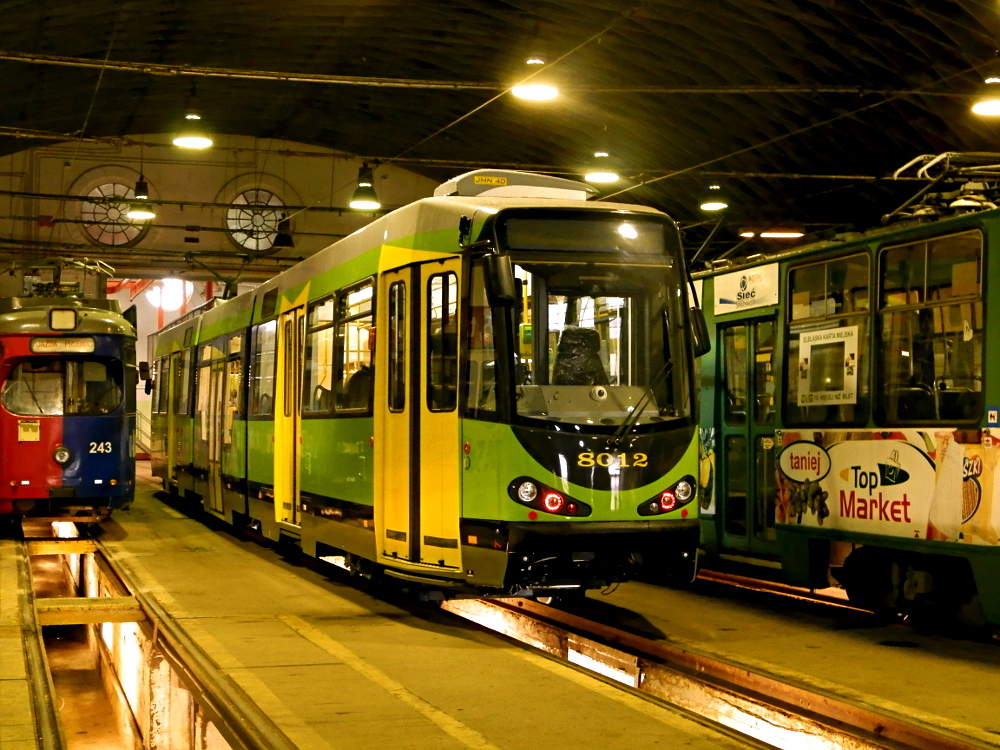
Düwag M8C w Elblągu

Tramwaje Elbląskie zakupiły dwie sztuki tramwajów M8C (wersja wąskotorowa N8C) z Augsburga, które poddały modernizacji takiej samej jak ZKM Gdańsk. Zgodnie z warunkami przetargu przyjmowane były oferty tylko zakładów mających doświadczenie w modernizacji przynajmniej 3 sztuk tego typu tramwajów mających dopuszczenie do ruchu na terenie Polski. 7 maja podjęto decyzję o udzieleniu zamówienia firmie Modertrans.
18 października 2013 dostarczono pierwszy z dwóch zmodernizowanych wagonów do Elbląga, a 10 stycznia 2014 odbyła się jego prezentacja.
Na początku 2014 roku Tramwaje Elbląskie zakupiły jeszcze jeden tramwaj M8C z Augsburga, z zamiarem jego modernizacji. 18 sierpnia spółka podpisała z Modertransem umowę na jego modernizację, a w lipcu 2015 zmodernizowany tramwaj powrócił do Elbląga. Zakres tego remontu był większy ze względu na uszkodzenia układu napędowego.
W 2023 roku przewoźnik pozyskał jeszcze 2 tramwaje M8C z Augsburga. Pojazdy zostały zakupione w celu pozyskania niezbędnych części zamiennych do utrzymania kupionych wcześniej tramwajów M8C.